# Aerangis seegeri
Aerangis seegeri é uma espécie de orquídea monopodial epífita, família Orchidaceae, que habitao nordeste e centro leste de Madagascar.